# 連結車

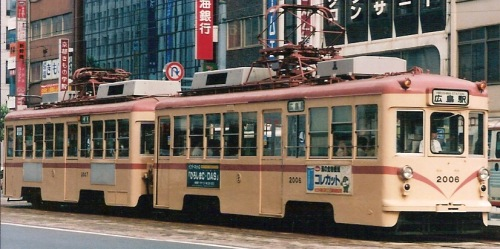
連結車の例。広島電鉄2000形電車

連結車（れんけつしゃ）とは、通常の鉄道車両のように1両に2つの台車（ボギー車の場合）を持ち、2両以上の車両を連結器で連結してある編成を指す。
連接車に対しての表現であり、路面電車など一部の鉄道車両以外ではあまり使われない表現。路面電車などでは連接車体を採用することも多く、区別のためこのような呼び方をしている。
日本では列車の分割・併合や増減が頻繁に行われるため、ほとんどの車両は連結車である。ところが路面電車などでは、急曲線が多い上に編成の分割も行わない為、連接車も多く在籍している。
例えば、広島電鉄・江ノ島電鉄・札幌市電などでは、連接車も連結車も在籍している（していた）為に、現在でもこの表現が使われる。

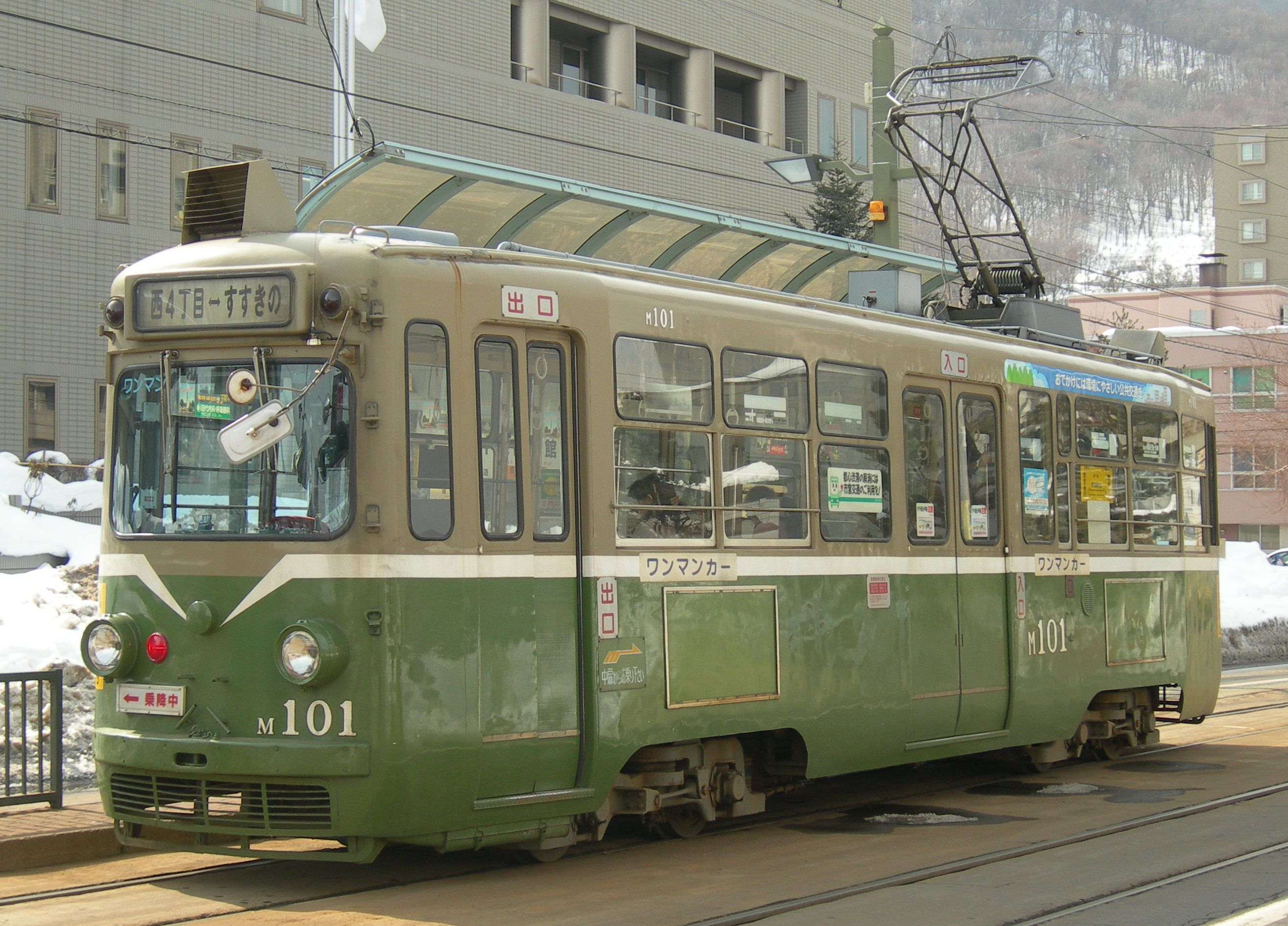
札幌市電M101形
親子電車の「親」にあたる。

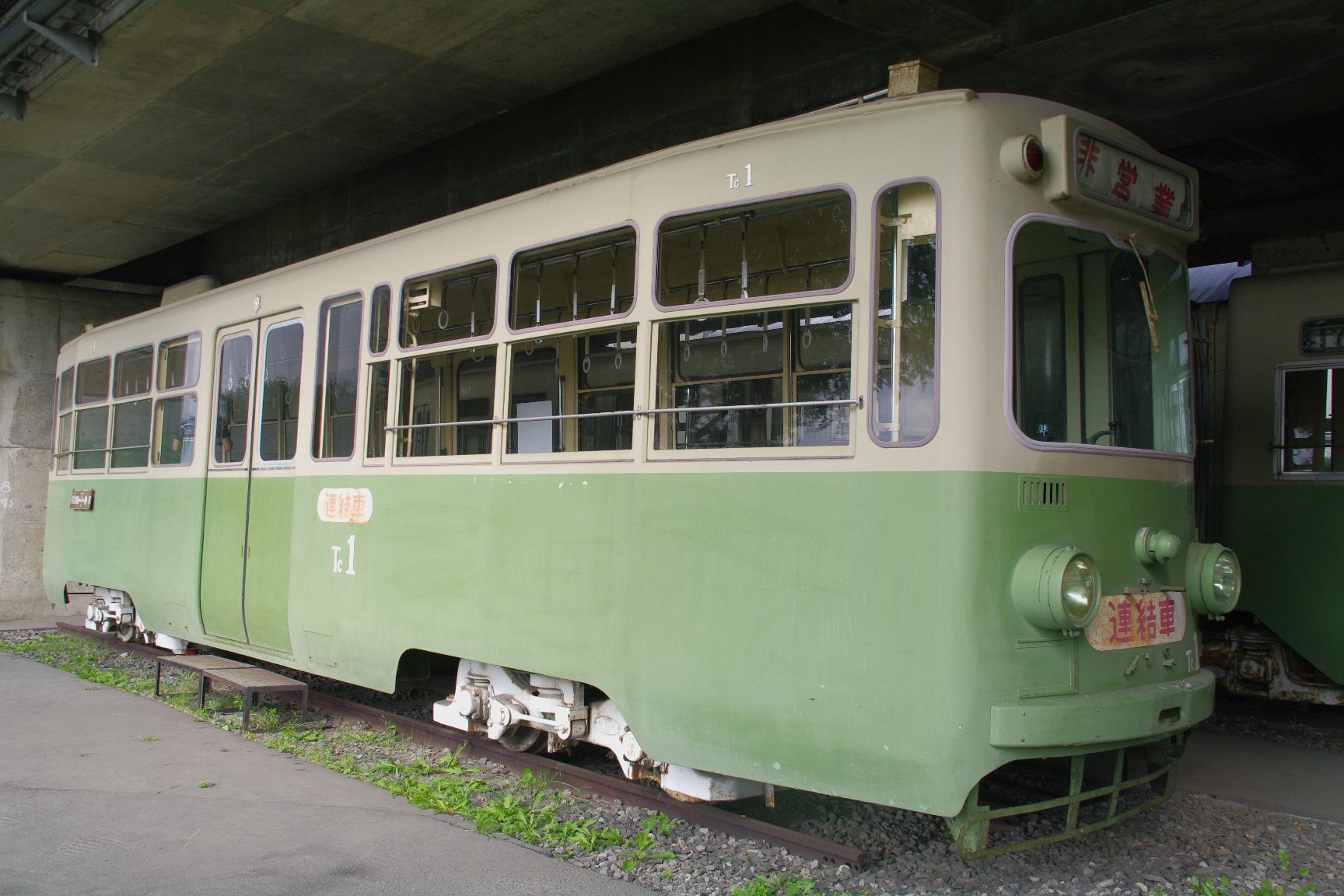
同Tc1形
かつてM101形と連結されて運用されていた「子」。

## 特徴

### 長所
1. 個々の車両が切り離せるため、編成の増減・分割や保守が容易である。
2. 連接車よりも1両の車体長を大型化できるため、輸送力を向上させやすい。
3. 台車が多い為、軸重を軽減することが出来る。

### 短所
1. 曲線通過が連接車より困難であるため、極端な急曲線の多い路線には不向き。
2. 連接車に比べ重心が高くなり車体高も高くなる。
3. 台車の総数が多く編成重量が重くなる。